# Canidia chemsaki
Canidia chemsaki là một loài bọ cánh cứng trong họ Cerambycidae.